# Pòpia del Montgròs
La Pòpia del Montgròs és una muntanya de 669 metres que es troba entre els municipis de Castellfollit del Boix i Sant Salvador de Guardiola, a la comarca catalana del Bages.